# Soldanat de Majeerteen
El soldanat de Majeerteen (també Majertin o Majirtin, en italià Migurtinia o Mijurtini) fou un estat format pel clan somali dels majeerteen vers el segle xvi (clan dirigit per una burgesia àrab comerciant barrejada amb membres de les famílies de caps nadius somalis) i que va assolir importància a la meitat del segle xix amb el boqor Cismaan III Maxamuud o Uthman III ben Mahmud (1860-1927) que va rebre subsidis britànics per protegir els vaixells europeus que eren atacats de vegades a les costes Somalis, i afavorir el comerç. Aquest semi vassallatge va mantenir el sultanat de fet independent.
Els majeerteen van reconèixer nominalment la sobirania portuguesa la presència dels quals a la zona fou merament testimonial i si bé el soldà fou considerat vassall del rei de Portugal mai van arribar a establir guarnició i es va limitar a algun contacte comercial; al segle xvii va reconèixer la sobirania dels sultans iarebites d'Oman i Mascat. Vers la meitat del segle xviii va reconèixer als sultans Al-Busaid d'Oman i Mascat i després de Zanzíbar i Oman.
El boqor Ismaan Mahamuud es va enfrontar a la meitat del segle xix (vers 1855) amb el seu cosí Yuusuf Ali Keenadiid en una guerra civil que va durar cinc anys, fins que el boqor va poder derrotar el seu parent al que va enviar exiliat a Aràbia (a Aden); però va retornar després del 1870 amb un contingent de 36 guerrers hadhramis i un grup de fidels, va construir secretament un forti on va depositar armes, i amb tot això sobtadament va atacar i derrotar els clans locals dels hawiye i es va crear el sultanat majeerteen d'Hobyo.
El 1887 el sultà de Majeerteen va piratejar un vaixell francès que anava cap a Indoxina, del qual va agafar gran quantitat d'or; l'afer es va solucionar amb la mediació de l'italià Pietro Antonelli.
El 1888 Majeerteen es va enfrontar amb el sultanat d'Hobyo pel Nugaal.
Poc després el Majeerteen fou posat sota protectorat italià el 7 d'abril de 1889. El sultà de Zanzíbar va quedar sota protectorat britànic el 1890 (el Regne Unit va haver de renunciar a l'illa Helgoland en favor d'Alemanya i als seus drets a Madagascar en favor de França) i la seva sobirania sobre les zones costaneres fou limitada per Gran Bretanya: les zones del sultà a la costa de Somàlia, Àfrica Oriental (Kenya) i Tanganika van quedar repartides entre les potències colonials: Itàlia, Gran Bretanya i Alemanya. Itàlia i Gran Bretanya van optar per pagar un arrendament al sultà mentre que Alemanya va preferir comprar els seus drets. El 1891 els drets del sultà de Zanzíbar van passar a ser exercits per Itàlia a canvi d'un arrendament i el 1892 el sultà va acceptar fer efectiu el protectorat italià però els italians no van entrar al país fins al maig de 1893.
El 5 de maig de 1894 un tractat italo-britànic va definir el sultanat de Majeerteen com el territori a l'est del meridià 49° deixant en territori britànic Taleex i Baran. Finalment el Sultà va ratificar formalment el protectorat italià per un tractat signat el 7 d'abril de 1895. El tractat deixaven completa llibertat al sultà en els afers interns i s'establia un comissionat italià per defensar els interessos italians a la zona. Els Italians van anomenar el país com a Migiurtinia.
El sultanat de Majertin abraçava des Bender Ziada al Golf d'Aden al Cap Gabee o Ras Maber, a l'oceà Índic. A l'oest s'estenien les possessions britàniques (durant la primera part del segle XX dominades pel líder nacionalista islàmic somali anomenat pels britànics Diiriye Guure. Al Sud quedaven els dominis del sultà d'Obbia. El sultà residia a Baargaal però el comissari italià va residir a Alula.
El 1895, durant la campanya italiana contra Abissínia que va acabar poc després a Adua (1896) Pietro Antonelli fou enviat pel general Baratieri al sultà de Majeerteen, al que havia de prometre qualsevol cosa a canvi de rebre soldats per lluitar a Abissínia; Antonelli, que ja coneixia al sultà per la seva mediació del 1887, va fer les promeses, i va obtenir soldats; va agafar diversos petits vaixells i va portar aquestes forces fins a Assab i d'allí cap a Mekelle (on era comandant el general Arimondi) i cap a Adigrat, quarter general italià, on estava Baratieri; els soldats majeerteen foren enviats a la lluitar sense preparació; alguns va reforçar la guarnició de Amba Alage (del major Toselli) i es van enfrontar a les forces enemigues de Fitawrari Gebeyehu.
El 1901 el sultà de Majeerteen va estendre els seus dominis capturant dos poblets del Mudug que eren considerats possessions del sultanat d'Obbia. Les pressions italianes per la retirada, amb un viatge de Giulio Pestalozza, consol general d'Itàlia a Aden, a la cort de Majeerteen a Baargaal, no va tenir cap resultat positiu.
El cap del moviment daraawiish, Diiriye Guure, no tenia bones relacions amb el sultà boqor Cismaan (bokor Osman Mahmud) de Majeerteen després del fracàs del matrimoni projectat amb la seva filla Qaali, però el 1905 li va enviar un missatge demanant ajut; però els italians, pressionats pels britànics, van obligar al sultà a no donar ni ajut ni refugi als dervixos. Diiriye Guure però va demanar la mà de la germana de Islaan Aadan de la línia Cumar Maxamuud dels majeerteen, i s'hi va casar i aquesta aliança li va permetre en part reconstruir les seves forces. Diiriye Guure va rebre el 1905 el territori del Nugaal, a la Somàlia Italiana, nominalment dins el sultanat de Majeerteen, però en fou expulsat el 1911 cap a la Somàlia Britànica.
La frontera fou corregida pel tractat de 1906 entre Pestalozza i Swaine, que posava Baran (Buraan) dins el territori del sultanat.
Després del 1905 els italians van descobrir una carta en la qual el boqor demanava el protectorat otomà i estava comprant armes. Itàlia va decidir deposar el sultà i el vaixell Volta va bombardejar les ciutats de Bareeda i Bender Khassim o Bender Qasim (Boosaaso o Bosaso), destruint els petits arsenals del sultà. El boqor va fugir a l'interior i els italians van entrar a Alula, Bender Khassim, Bareeda i Muranyo. Durant un temps el boqor va tenir bones relacions amb els dervixos que es van acabar finalment pels atacs d'aquestos a terres del sultà, i va retornar a l'obediència als italians. El marc de 1910 es va signar la renovació del tractat de protectorat, que ara fou més rígid.
El desembre de 1910 el sultanat de Majeerteen i el sultanat de Warsangeli van acordar resoldre amistosament les seves disputes i combatre el moviment daraawiish del Diiriye Guure (acord de Bender Kasim o Bosaso). Majeerteen i Warsangeli ferien una ofensiva en comú contra els dervixos, les forces del qual van perdre la via d'aprovisionament d'armes des de la costa i es va retirar cap a la Somàlia Britànica.
El 15 de desembre de 1923 va arribar a Somàlia el governador italià Cesare Maria De Vecchi. L'abril de 1924 el comissionat a Alula, E. Coronaro, va rebre ordres d'inspeccionar el territori del sultà que podia ser objecte d'invasió i va aprofitar l'expedició geològica Stefanini-Puccioni. El 10 de juliol de 1925 Mussolini va donar llum verda per la supressió dels sultanats a Somàlia.
Els tractats de protectorat amb Majeerteen i Hobyo foren declarats abrogats. Per desarmar a les forces del sultà calien prou forces italianes, de les que no es disposava, de manera que De Vecchi va formar el cos de policia somali conegut com a Corpo Zaptié, força colonial integrada per nadius i dirigida per oficials italians. Es va planejar bloquejar Majeerteen per mar, considerant que així el desarmament es faria amb mínima resistència.
L'octubre de 1924, E. Coronaro, el nou comissionat a Alula, va presentar a Boqor un ultimàtum de desarmament i rendició. Abans d'expirar ja les topes colonials van entrar al sultanat desembarcant a Haafuun i Alula; les forces del sultà van presentar resistència. Després d'un breu intent de negociació, que no va reeixir, la lluita es va reprendre. El 7 d'octubre es van confiscar tots els vaixells mercants d'Alula i a Haafuun, i el general Arimondi va bombardejar i destruir tots els vaixells. El 13 d'octubre Coronaro es va entrevistar amb el boqor a Baargaal i li va exigir la rendició però el 23 d'octubre el sultà va rebutjar rendir-se i la guerra va agafar intensitat. Baargaal fou bombardejada i arrasada. Els italians van trobar forta resistència arreu. El desembre la resistència dirigida per Hersi Boqor, fill del sultà, va ocupar Hurdia i Haafun expulsant als italians i tallant les seves comunicacions amb el cap Guardafui. El vaixell italià Bernica, en revenja, va bombardejar diversos punts de la costa. Després de forta lluita els italians van ocupar Ayl, que estava encara en mans del sultà. Però la penetració cap a l'interior requeria un esforç important i es van haver de demanar reforços des d'Eritrea, i fins quan van arribar, avançat el 1926, els italians no es van poder moure de la costa cap a l'interior; quan finalment van iniciar l'avanç, foren rebutjats a la vall de Dharoor.
El gener del 1927 els italians van iniciar una forta ofensiva i van ocupar Iskushuban. Hersi Boqor va contraatacar sense èxit. Mentre la resistència es desmoralitzava, els vaixells tornaven a bombardejar la costa. A l'octubre de 1927 es podia dir que els italians controlaven el sultanat, i el boqor va fugir a l'Ogaden, però les seves tropes foren delmades per una epidèmia de còlera i ja no es van poder reorganitzar. El sultà va fugir llavors al territori britànic on fou fet presoner i entregat als italians (novembre de 1927). La rendició formal es va fer a Hurdia poc després. El sultà fou exiliat a Mogadiscio.
El 1991, amb l'enfonsament del règim de Siad Barre a Somàlia, el clan majeerteen dels Darod va proclamar la República de Majeerteen, que el 1997 va establir estructures democràtiques, i el 1998 va esdevenir la República de Puntland.

## Llista de sultans
- Maxamuud IV (Mahmud IV) ? - 1815

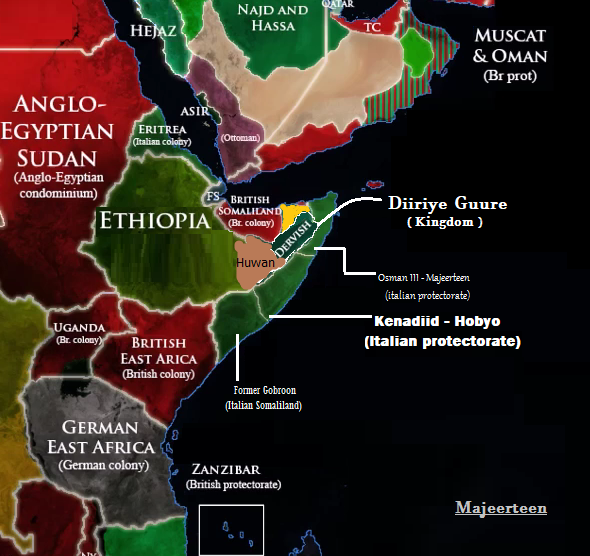

- Cismaan II (Osman II) 1815 - 1842
- Yuusuf IV (Yusuf IV) 1842 - 1844
- Maxamuud V Yuusuf (Mahmud V ben Yusuf) 1844-1860
- Cismaan III Maxamuud (Osman III ben Mahmud) 1860-1927